# キョロちゃん
キョロちゃん、キョロは、森永製菓の菓子「チョコボール」のマスコットキャラクターである。鳥がモチーフであり、大きなくちばしとアーモンドナッツを思わせるような縦長（改修前まで）の胴体を持つ（羽のように稼働する部分は持たない）。公式設定では「架空の鳥」とされている。キャラクターデザインに同存化表現を取り入れ、横向きだが目が正面に2つ並んでいるのが特徴。アニメ版の声優は伊東みやこ。

## 来歴

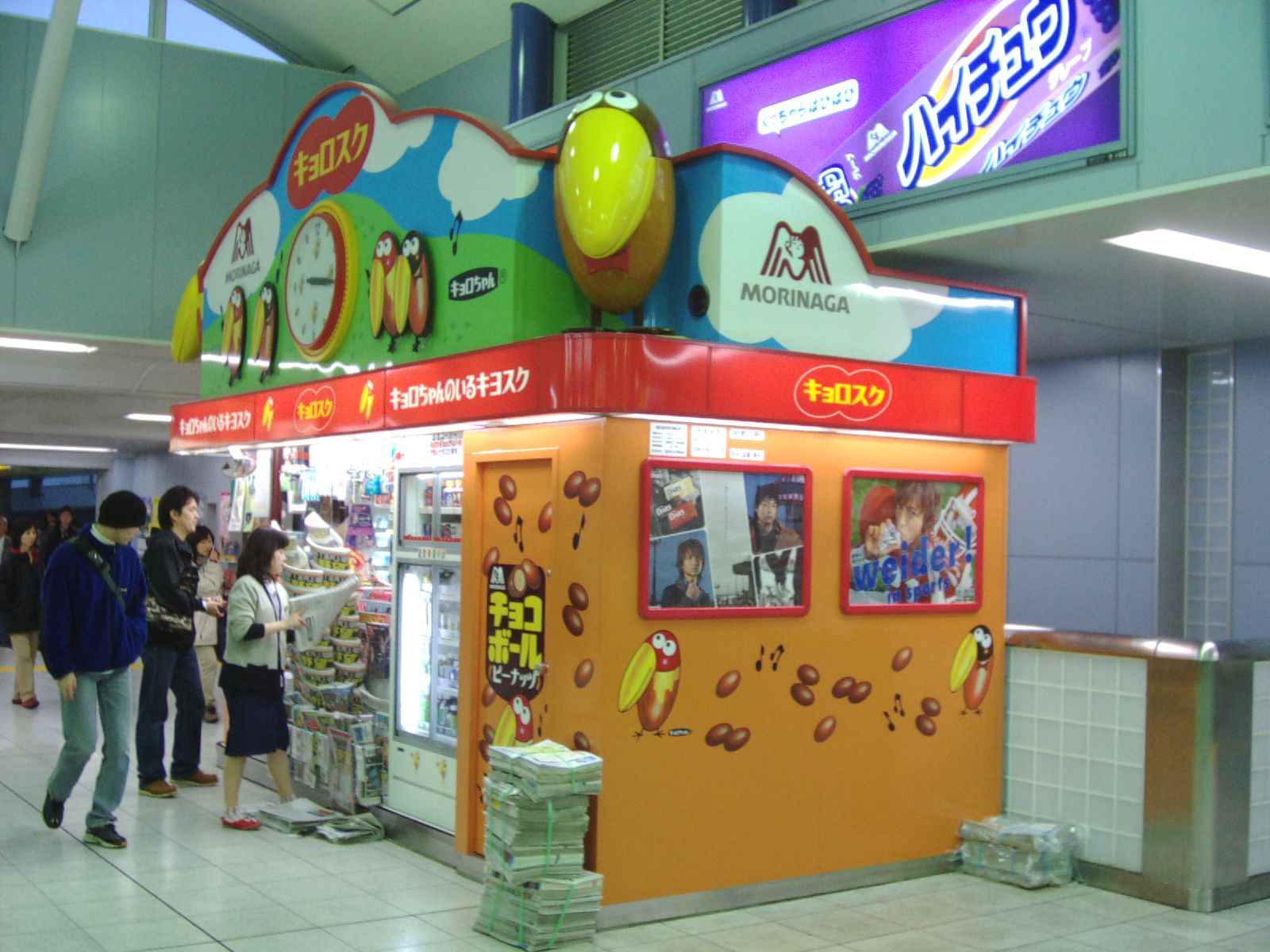
かつて田町駅にあった「キョロスク」

1967年に登場。元々、テレビアニメ『宇宙少年ソラン』のチャッピーをマスコットとした「チョコレートボール」が発売されていたが（1965年9月発売開始）、思うほど売り上げが伸びなかったこともあり、同アニメの放映終了と同時に商品マスコットをオリジナルデザインに変更。1969年には商品名も「チョコボール」に変更することとなった。
キョロちゃんの生みの親は、当時森永製菓の製品企画部に在籍していたデザイナーの増田高美（ますだ たかよし）である。増田は1930年に静岡県生まれ、静岡県立静岡高等学校を卒業後、東京藝術大学の図案科に進学。大学卒業と同時に森永製菓に入社している。アニメ版のテロップでは「キョロちゃんを愛護委員会」会長として紹介され、監修に携わっている。
登場した頃は、おまけの「まんがのカンヅメ」及び「おもちゃのカンヅメ」の方に人気が集まり、あまり人気が出なかった。1987年にキョロちゃん主演のコマーシャルが放送され、人気も集まるようになる。2023年現在も親しまれている横山準作詞・近田春夫作曲によるCMソングもとんねるずの歌唱で初登場し、一世を風靡した。テレビCMには、クレイアニメ、着ぐるみのほか、ペギー葉山、田中星児、リサ・ステッグマイヤーなどが出演した。
『幼稚園』（小学館）の1988年1月号から、「森永チョコボール ぼくの幼稚園わたしの幼稚園」のコーナーにて4コマ漫画「キョロちゃん」が掲載された。
1991年7月には「キョロちゃん」の名前がパッケージに印刷され、同年に発売されたキョロちゃんのぬいぐるみはチョコボールを超える売上を記録した。
『幼稚園』の1996年1月号から着ぐるみのキョロちゃんが登場する「キョロちゃんがやってきた!」が、『小学一年生』（小学館）の同月号から生活マナー指導の連載「キョロちゃんせいかつくらぶ」が開始する。続いて1996年11月号から、キョロちゃんが登場する生活マナー指導の1コマ漫画「みんなもキョロちゃんになろう!」が掲載された。「みんなも〜」の主な登場キャラクターは「良い子」の「キョロちゃん」と、本作オリジナルキャラクターである「悪い子」の「グレちゃん」。その他、いちごキョロちゃんも登場した。
1999年より、キョロちゃんを主人公としたテレビアニメ『キョロちゃん』が放送された。さらに、これのコミカライズ版が『ちゃお』と『別冊コロコロコミック』（共に小学館）で連載されたことがある。同年10月28日、森永製菓が会員制ウェブサイト「キョロちゃんファンクラブ」を開設する。
2003年以降、森永製菓主催で、毎年『キョロちゃん夢ファンタジーシアター』というイベントが開催されている。
またJR東日本・田町駅構内には、2006年10月までキョロちゃんグッズを中心に森永製品を扱うキヨスクである『キョロスク』が設置されていた。これは森永製菓の本社が田町駅前にあることから、JR東日本と森永製菓のタイアップにより設置された。
2006年に、横浜市、東京都、盛岡市、仙台市、川崎市、千葉市、大阪市、福岡市で発行されている「防災のしおり」に、キョロちゃんが起用された。
2009年からは、チョコボールのベルマークにキョロちゃんのイラストが描かれるようになった。
キョロちゃんの誕生から細かいデザイン変更はされてきたが、2013年3月に約半世紀ぶりのデザイン改修を行い、従前よりも縦のサイズが小さく丸みを帯びたデザインになり、商品の種類によって「ピーナッツキョロちゃん」「いちごキョロちゃん」「キャラメルキョロちゃん」の3キャラクターに分類されるようになった。また、この3体によるアイドルユニット「キョロちゃんズ」も結成され、CM楽曲のプロデュースを前山田健一が担当した。

## 漫画
- 嵩瀬ひろし『キョロちゃん』 - 幼稚園に掲載。テレビアニメ版以前の作品であり、キョロちゃん以外のキャラクターは本作独自のものである[9]。
- 玉井たけし『キョロちゃん』（てれびくんコミックス、小学館のカラーワイド）
- 鈴木伸彦『フシギなフシギなおかしキャラキョロちゃん クエッ!』（てんとう虫コミックス）

## ゲーム
- キョロちゃんランド

1992年10月30日にゲームボーイ用が、同年12月11日にファミリーコンピュータ用がヒロより「キョロちゃんランド」というタイトルで発売された。パッケージの装丁が森永製菓のチョコボールの外箱を模したポップなデザインとなっているのが特徴。ちなみにゲームボーイ版が「チョコボール ピーナッツ」の黒で、ファミコン版が「チョコボール キャラメル」赤というパッケージカラーであり、後に他社から発売のキョロちゃん関連のゲームも同様のカラーリング装丁となっていた。
ゲーム内容は、円柱状の塔をキョロちゃんが敵を倒したり仕掛けを使いながら頂上を目指して登るというアクションパズルゲーム。もともとは北米で発売されたNES用ゲームタイトル『Castelian』（キャッスリアン）のプレイヤーキャラクターをキョロちゃんに変更したもの。パスワードコンテニューを採用した点と、オープニングとボーナスステージの曲を逆にした事以外に変更点はないため、キョロちゃんとの関連性は皆無である。
- ポケットキョロちゃん

1998年2月27日にトミー（現：タカラトミー）よりゲームボーイ用として発売。内容は画面上のキョロちゃんにプレイヤーが指示を送り、キョロちゃんとコミュニケーションを楽しむというもの。
- キョロちゃんのプリクラ大作戦

1999年2月11日にトミー（現：タカラトミー）よりプレイステーション用として発売。横スクロールアクションでステージを進んでいきプリクラを集めていく。ゲーム自体のデキは悪くないが、当時の流行であったプリクラをキョロちゃんのキャラクターと組み合わせた、やもすれば安直とも取れる作品という評価もある。
- LCDゲーム

2000年にゲームセンターのプライズゲーム用の景品として発売された小型の液晶ゲーム。内容は落ちてくるチョコボールを受け取るだけの単純なもの。
- キョロちゃんアプリ

2010年に8月23日より、iOS（iPhone/iPod touch向け携帯アプリ）用のアプリを無料配信中。ミニゲームの他に時計や方位磁石などを収録。

## 絵本
- 「キョロちゃんの本」シリーズ（岩崎書店）
  - しあわせなキョロちゃん  ISBN 4-26-504531-6（ISBN 978-4-26-504531-0）
  - 座右のキョロちゃん ISBN 4-26-504532-4（ISBN 978-4-26-504532-7）
  - CDなキョロちゃん ISBN 4-26-504533-2（ISBN 978-4-26-504533-4）
  - つれてってキョロちゃん ISBN 4-26-504534-0（ISBN 978-4-26-504534-1）
  - LOVE LOVEキョロちゃん ISBN 4-26-504535-9（ISBN 978-4-26-504535-8）
  - キョロちゃんの防犯ブザー ISBN 4-26-504536-7（ISBN 978-4-26-504536-5）

## 遊び本
- 「キョロちゃんとあそぼう!」シリーズ（主婦と生活社）
  - キャラクターデザインはテレビアニメ版に準じており、テレビアニメに登場したパチクリ、クリン、ミッケンが登場する。
  - キョロちゃんとあそぼう!たのしいおりがみ ISBN 4-39-112414-9（ISBN 978-4-39-112414-9）
  - キョロちゃんとあそぼう!たのしいあやとり ISBN 4-39-112350-9（ISBN 978-4-39-112350-0）

## キョロちゃん体操
2002年5月15日に東京プリンの歌うCMソング『だから今だけ クエッ!クエッ!!クエッ!!!』を使った体操『キョロちゃん体操』のVHSとDVDがエイベックスのcross aレーベルから発売された。振り付けを担当したのはパパイヤ鈴木。

## ミュージカル
2003年から「キョロちゃん夢ファンタジーシアター」が毎年夏に開催。2006年からは「キョロちゃんファンタジーミュージカル」に改名。2012年にはチョコボール発売45周年と「キョロちゃん夢ファンタジーシアター」10周年記念イベントとして「キョロちゃん夢ファンタジーミュージカル2012」が行われた。2013年には「キョロちゃんズ☆ダンスライブ2013」、2014年は「キョロちゃんズ★ダンスミュージカル2014」を開催されていた。それ以降は開催されていない。

## その他
- 〈ファイナルファンタジーシリーズ〉のマスコットキャラクター・チョコボは、キョロちゃんをモデルとしたキャラクターである。『チョコボの不思議なダンジョン2』では、「チョコボのチョコボール」なる限定タイアップ商品も登場している。
- バラエティ番組『とんねるずのみなさんのおかげです』のコーナードラマ『仮面ノリダー』では、キョロちゃんのパロディとして「チョコ玉男」（演・石橋貴明）というキャラクターが登場したこともある。
- 「オリジナル」のキョロちゃんには羽がないが、漫画『みんなもキョロちゃんになろう!』やアニメ版、着ぐるみ等のキョロちゃんには羽がある。
- 栃木県の小山工場の正面前には、身長3.2メートル、体重250キログラムの、FRP製の「ジャンボキョロちゃん」が飾られている。
- 森永製菓は会員制ウェブサイト「キョロちゃんファンクラブ」をかつて運営しており[12]、ゲームやダウンロードグッズ、ブログなどがあった（2013年3月のサイトリニューアルにより消滅）。その中の「お助けキョロちゃん」では、本物のキョロちゃんを自宅や学校、商店街などに呼ぶことができて、色々なお手伝いをしてくれるコーナーがあった。東日本大震災以降休止中であるが、現在は被災地の子どもたちに、お菓子と笑顔を届ける活動をしている。その模様は、ホームページの社会貢献活動コーナーで紹介されている。
- 2023年現在、森永製菓は「チョコボール」のウェブサイトと「キョロちゃんズ」のウェブサイトの二つを運営している。
- 福島県で開催された「ゆるキャラ万博2014」にスペシャルゲストとして登場した[13]。
- 宇宙博2014に森永製菓が協賛した事をきっかけに、船外宇宙服を着た「スペースキョロちゃん」が登場[14][15]。ハイチュウ、ベイクの宇宙食認定記念のPRでもスペースキョロちゃんが活躍している。
- 目がハート型の着ぐるみキョロちゃんとツーショット写真を撮ると、幸せになれるという噂がある。
- キョロちゃんの公式Twitterでは、全国のゆるキャラ達と友達になる企画を行っている。